# Joseph Walsh
Pour les articles homonymes, voir Walsh.
Joseph Walsh est un acteur, scénariste et producteur américain né le 11 juin 1937 à New York, État de New York (États-Unis).

## Filmographie

### comme acteur
- 1949 : Captain Video and His Video Rangers (en) (série TV)
- 1950 : The Frank Sinatra Show (série TV) : Regular (unknown episodes, 1950-1951)
- 1952 : Hans Christian Andersen et la Danseuse (Hans Christian Andersen) : Peter
- 1953 : The Juggler : Yehoshua Bresler
- 1959 : Miracle on 34th Street (TV) : Al, employé du bureau de poste
- 1963 : Rockabye the Infantry (TV) : Augie
- 1963 : Captain Newman, M.D. : Maccarades
- 1968 : La Bataille pour Anzio (Anzio) : Doyle
- 1971 : Vas-y, fonce (Drive, He Said) : Announcer #1
- 1974 : California Split : Sparkie
- 1978 : Driver : Glasses
- 1982 : Poltergeist : Joey le voisin
- 1989 : Deux dollars sur un tocard (Let It Ride) : Vibes
- 1994 : L'Insigne de la honte (The Glass Shield) : Conseiller Ross

### comme scénariste
- 1974 : California Split

### comme producteur
- 1974 : California Split